# Walentin Jegorowitsch Kusin
Walentin Jegorowitsch Kusin (russisch Валентин Егорович Кузин; * 23. September 1926 in Nowosibirsk, Russische SFSR; † 13. August 1994 in Moskau) war ein russischer Olympiasieger, Eishockey- und Fußballspieler.

## Karriere
Walentin Kusin spielte als Kind und Jugendlicher vor allem Fußball und Bandy und erarbeitete sich vor allem durch letzteren Sport eine hohe Geschwindigkeit beim Eislaufen. 1948 debütierte er für Dynamo Nowosibirsk in der russischen Regionalmeisterschaft, der dritthöchsten sowjetischen Eishockeyspielklasse, und stieg mit seinem Verein in die zweite Spielklasse, die Klass B, auf. Bis 1950 spielte er für Nowosibirsk, ehe der Fußball- und Bandy-Trainer, Michail Jakuschin, von Dynamo Moskau auf Kusin aufmerksam wurde und ihn nach Moskau holte. Dort spielte er zunächst als Mittelfeldspieler Fußball, unter anderem zusammen mit Lew Jaschin, und absolvierte 1950 ein Spiel in der höchsten Fußball-Liga der UdSSR. Danach überzeugte ihn der Eishockeytrainer des Vereins, Arkadi Tschernyschow, sich ganz auf Eishockey zu konzentrieren.
In den folgenden elf Spielzeiten  absolvierte Kusin insgesamt 255 Partien für Dynamo Moskau, in denen ihm 156 Tore gelangen. Zudem wurde er 1954 mit Dynamo Sowjetischer Meister sowie 1951, 1959 und 1960 Vizemeister. Außerdem erreichte er mit Dynamo zweimal, 1955 und 1956, das Finale um den UdSSR-Pokal.
Nach seinem Karriereende arbeitete Kusin als Werkzeugmacher und Schlosser. Er verstarb 13. August 1994 in Moskau und wurde auf dem Miusskoje Friedhof begraben.

### International
1953 nahm Kusin an der Winter-Universiade teil, wo er seine erste internationale Partie absolvierte und die Goldmedaille gewann.
1954 wurde Kusin in die neu gegründete sowjetische Nationalmannschaft berufen und absolvierte am 29. Januar 1954 sein erstes Länderspiel gegen Finnland. Zwei Monate später gewann er mit der Sbornaja die Goldmedaille bei der Eishockey-Weltmeisterschaft 1954 und wurde daraufhin als Verdienter Meister des Sports der UdSSR ausgezeichnet.
Ein Jahr später gewann das Nationalteam mit Kusin die Silbermedaille. Seine internationale Karriere wurde mit der Goldmedaille bei den Olympischen Winterspielen 1956 gekrönt, wobei er im Finalspiel gegen Kanada das entscheidende 2:0 erzielte.
Für die Nationalmannschaft erzielte er insgesamt 27 Tore in 50 Länderspielen. Am 29. Dezember 1956 bestritt er sein letztes Länderspiel.
(Legende zur Spielerstatistik: Sp oder GP = absolvierte Spiele; T oder G = erzielte Tore; V oder A = erzielte Assists; Pkt oder Pts = erzielte Scorerpunkte; SM oder PIM = erhaltene Strafminuten; +/− = Plus/Minus-Bilanz; PP = erzielte Überzahltore; SH = erzielte Unterzahltore; GW = erzielte Siegtore; 1 Play-downs/Relegation; Kursiv: Statistik nicht vollständig)

## Erfolge und Auszeichnungen

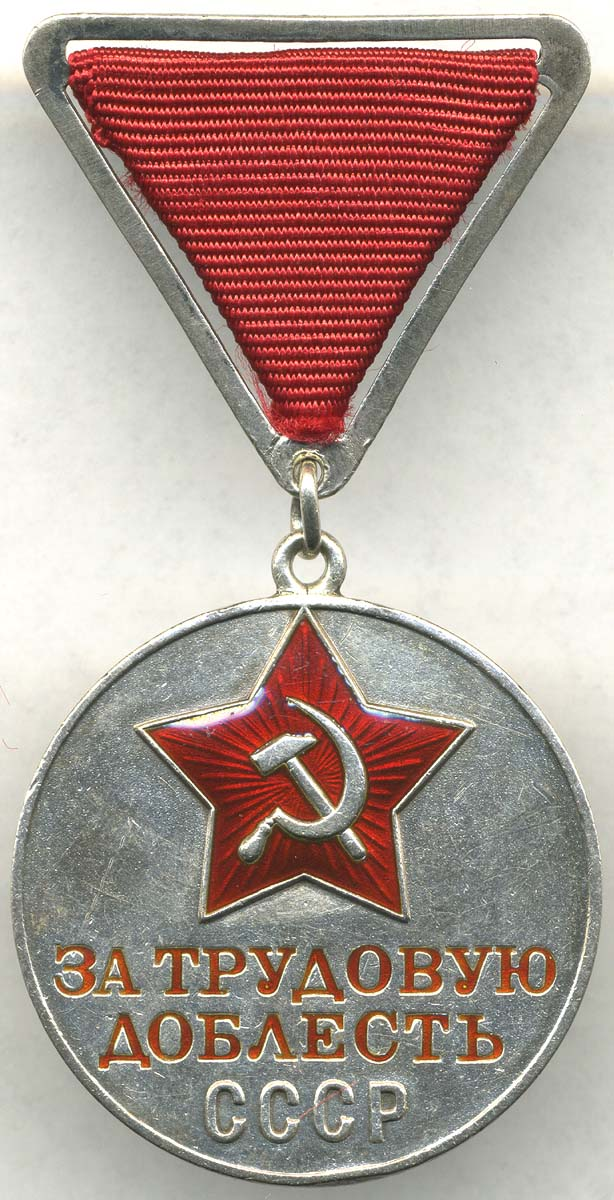
Medaille für tapfere Arbeit

- 1951 Sowjetischer Vizemeister mit Dynamo Moskau
- 1954 Goldmedaille bei der Weltmeisterschaft
- 1954 Sowjetischer Meister mit Dynamo Moskau
- 1954 Verdienter Meister des Sports der UdSSR
- 1955 Silbermedaille bei der Weltmeisterschaft
- 1956 Goldmedaille bei den Olympischen Winterspielen
- 1957 Medaille für tapfere Arbeit
- 1959 Sowjetischer Vizemeister mit Dynamo Moskau
- 1960 Sowjetischer Vizemeister mit Dynamo Moskau